# Decameron nº 3 - Le più belle donne del Boccaccio
Decameron nº 3 - Le più belle donne del Boccaccio (conosciuto anche col titolo L'ultimo Decameron - Le più belle donne del Boccaccio) è un film del 1972 diretto da Italo Alfaro.
Il brano Tirin Tiron, molto vagamente ispirato ai Carmina Burana originali (non quelli rielaborati da Carl Orff negli anni '30), è cantato sui titoli di testa e di coda dai Cugini di Campagna.

## Trama
Il film è suddiviso in sette episodi (Madonna Filippa, Ricciardo Minutolo, Nicostrato, Il coltello, Madonna Francesca, Il geloso, Il monaco)
- Nel primo Filippa, condannata al rogo per adulterio, viene assolta dal giudice mostrandosi nuda.
- Nel secondo Ricciardetto fa finta di non amare più la moglie, cosicché ella gli si conceda di più.
- Nel terzo Lidia ha un rapporto amoroso con un giovane garzone sotto gli occhi del marito, dopo avergli fatto credere che tutto ciò fosse un incantesimo.
- Nel quarto Francesca consuma la sua prima notte da vedova stando a letto con tre uomini.
- Nel quinto Isabella si ritrova con due uomini in camera ed il marito alla porta; riuscirà ad uscire dalla matassa grazie ad un ingegnoso stratagemma.
- Nel sesto una donna, rinchiusa in camera dal marito gelosissimo, sceglie di amare un altro, per poi tornare nella sua stanza ed adorare il coniuge.
- Nel settimo ed ultimo episodio un frate si porta una ragazza in cella e si approfitta di lei con la complicità del suo superiore.